# استندیش (مین)
استندیش(به انگلیسی: Standish) شهری در ایالت مین کشور ایالات متحده آمریکا است که جمعیت آن در سرشماری سال ۲۰۱۰ میلادی، ۴۶۹ نفر بوده‌است.

## نگارخانه

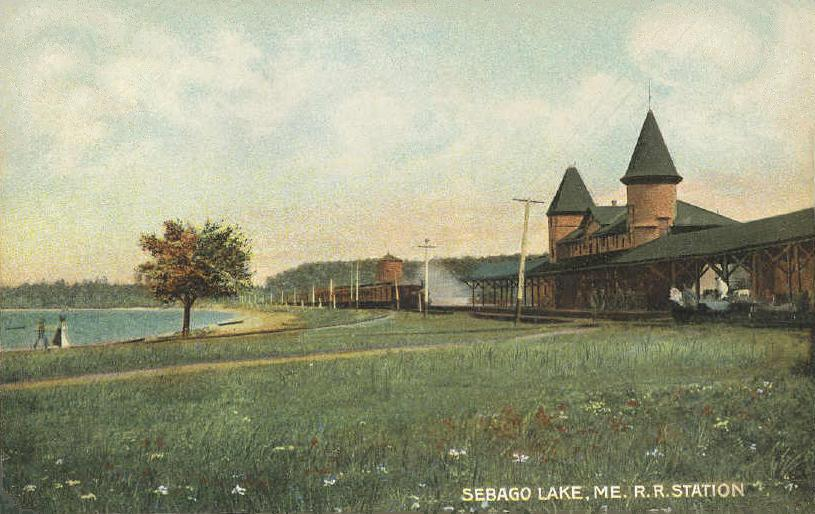
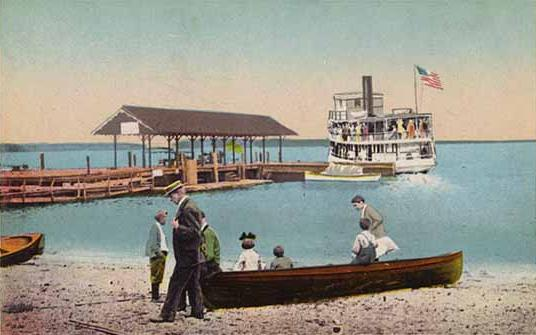
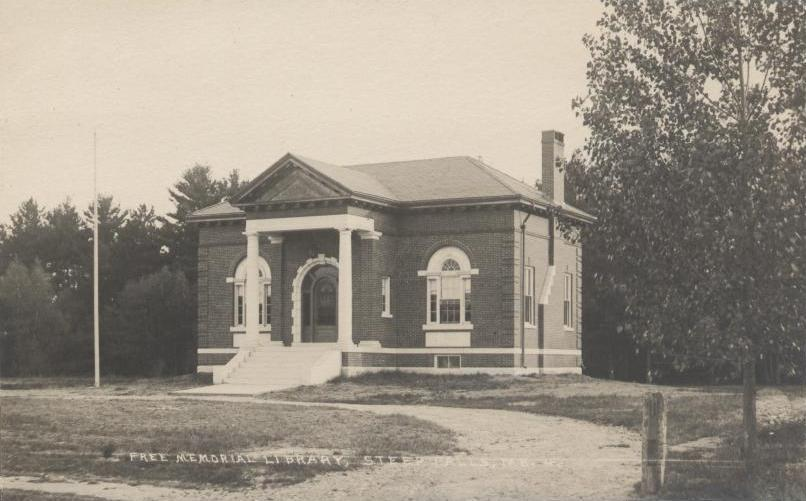